# اختلال شناختاری بعد از جراحی
اختلال شناختاری بعد از جراحی (به انگلیسی: Postoperative cognitive dysfunction) به معنای کاهش عملکرد شناختاری (به ویژه در زمینهٔ حافظه و کارکردهای اجرایی) است که ممکن است ۱۲–۱ ماه پس از عمل جراحی یا حتی بیشتر از آن طول بکشد.در برخی موارد، این اختلال ممکن است تا چندین سال پس از جراحی‌های بزرگ ادامه یابد. اختلال شناختاری بعد از جراحی(POCD) با هذیان (دلیریوم) تفاوت دارد. علل آن در دست بررسی است و معمولاً در بیماران مسن و کسانی که از قبل دچار نقص شناختاری هستند، رخ می‌دهد.
علل POCD هنوز ناشناخته است. به نظر نمی‌رسد که به دلیل کمبود اکسیژن یا اختلال جریان خون در مغز باشد و به همان اندازه که هنگام بی‌حسی‌موضعی روی می‌دهد، هنگام بیهوشی عمومی نیز اتفاق می‌افتد. این اختلال ممکن است در اثر واکنش التهابی بدن به عمل جراحی ایجاد شود.

## علت
واکنش التهابی بدن به جراحی در بیماران مسن احتمالاً نقش مهمی در ابتلا به این اختلال دارد. پژوهش‌های مختلف طی سالهای اخیر کوشیده‌اند تا دریابند آیا اقداماتِ از قبل، در حین و بعد از جراحی، می‌تواند اثرات مخرب احتمالی التهاب را کاهش دهد یا خیر. برای مثال، قبل از جراحی داروهای ضد التهابی می‌تواند تجویز شود. در حین جراحی، می‌توان التهاب را با کنترل دما، به کار بردن بی‌حسی موضعی به جای بیهوشی عمومی و بتا بلاکرها تعدیل کرد. پس از جراحی، مدیریت مناسب درد و کنترل عفونت نیز اهمیت دارد. مطالعات بی‌شماری نشان از تأثیرات مثبت دارد هنگامی که رویکردهای چند عاملی مراقبتی جهت بیماران سالمند قبل، در حین و بعد از جراحی اتخاذ می‌شود.
یک مقالهٔ مروری توسط بنیاد کاکرین این نظریه را مورد بررسی قرار داد که استفاده از داروهای بیهوشی استنشاقی یا بیهوشی تزریقی برای افراد مسن در جراحی غیر قلبی به احتمال زیاد باعث POCD می‌شوند. هفت مطالعه (با ۸۶۹ شرکت کننده) که در این مقالهٔ مروری مورد بررسی قرار گرفته‌اند، به این نتیجه رسیدند که با بیهوشی تزریقی (TIVA) در مقایسه با بیهوشی استنشاقی، افراد کمتری POCD را تجربه کرده‌اند. با این حال، این نتیجه‌گیری در نظام امتیازدهی و ارزیابی GRADE، با امتیاز «کم» ارزیابی شد (زیرا در برآورد میزان اثرگذاری آن قطعیت کمی هست؛ اثر واقعی ممکن است با برآورد میزان اثر، تفاوت اساسی داشته باشد.

## ارزیابی
قبل از عمل جراحی آزمایش‌های شناختاری انجام می‌شود تا عملکرد شناختاری پایهٔ فرد به دست آید. همین آزمایش‌ها دوباره بعد از عمل، برای تعیین میزان و مدت زمان POCD انجام می‌شود.نتایج یک پروژهٔ تحقیقاتی، بر روی بزرگسالانی بالاتر از ۵۵ سال که تحت عمل‌های جراحی غیر قلبی قرار گرفته بودند نشان داد که بیش از ۳۰٪ بیماران، سه ماه بعد از جراحی، در آزمایش شناختاری، عملکرد بسیار پایین‌تری از خود نشان دادند.

## همه‌گیرشناسی
POCD پس از جراحی قلب شایع است، و مطالعات اخیر مؤید آن است که POCD پس از جراحی‌های بزرگ غیر قلبی نیز البته با شیوعی کمتر، وجود دارد. خطر ابتلا به POCD با افزایش سن افزایش می‌یابد و نوع جراحی نیز در آن نقش دارد. زیرا در ارتباط با جراحی‌های کوچک شیوع به مراتب کمتری وجود دارد. بروز POCD در بیماران بزرگسال در سنین مختلف، هنگام ترخیص از بیمارستان پس از جراحی‌های بزرگ غیر قلبی شایع است، اما فقط افراد مسن‌تر (۶۰ سال به بالا) در معرض خطر قابل توجه برای مشکلات شناختاری طولانی‌مدت هستند. بیماران مبتلا به POCD در اولین سال پس از جراحی در معرض خطر مرگ قرار دارند. از آنجا که بیماران مسن تر می‌تواند تحت اعمال جراحی کوچک و بزرگ قرار بگیرند، از اوائل ۲۰۰۰ تا کنون تحقیقات در زمینهٔ POCD افزایش یافته‌است.
POCD در مطالعات بسیاری مورد بررسی قرار گرفته‌است. در این مطالعات، ارتباطی میان هیپوکسی مغزی و فشار خون پایین و POCD دیده نشده‌است؛ ولی سن، مدت زمان بیهوشی، عوارض داخلی و عفونت‌های بعد از عمل با POCD ارتباط داشته‌اند.
- احتمال بروز POCD بعد از عمل با بی‌حسی موضعی همانند بیهوشی عمومی است.[۴][۲]
- احتمال رخ دادن آن بعد از عمل‌های بزرگ بیش از عمل‌های کوچک است.[۱۱][۱۲][۹]
- بعد از عمل قلب بیشتر از سایر جراحی‌ها رخ می‌دهد.[۱۲][۹]
- در افراد مسن بیشتر از بیماران جوانان شایع است.[۱۲][۱۱][۹]
- در بیماران مسن با مصرف زیاد الکل شایع‌تر است.[۱۳]
- افرادی که پیش از عمل از لحاظ شاخص وضعیت جسمی ASA امتیاز بالاتری دارند، بیشتر احتمال ابتلا به POCD دارند.[۱۲][۹]
- افرادی که دارای سطح تحصیلات پایین‌تری هستند بیشتر از کسانی که دارای سطح تحصیلات بالاتر هستند، به POCD مبتلا می‌شوند.[۱۲][۹][۲]
- در افرادی که سابقهٔ قبلی سکته مغزی دارند، حتی در عین بهبودی کامل، احتمال ابتلا به POCD بیشتر است.[۱۲][۹]
- بیشتر در افراد مسن با کاهش عملکردهای ذهنی روی می‌دهد و آن را اختلال شناختاری خفیف (MCI) می‌نامند.[۱۴] MCI یک دورهٔ انتقالی بین عملکرد طبیعی ذهن و بیماری آلزایمر مشهود یا سایر اشکال زوال عقل است. این حالت به آرامی و بی‌سروصدا روی می‌دهد، و به ندرت تشخیص داده می‌شود، مگر پس از آشکار شدن زوال عقل در افراد مبتلا.
- هذیان[۱۵] و بدتر شدن شدید عملکرد ذهنی در کسانی که بیماری آلزایمر بالینی یا سایر اشکال زوال عقل را دارند و همچنین در افرادی که سابقهٔ هذیان پس از عمل‌های قبلی را دارند، این وضعیت بسیار محتمل است.[۱۶]

## برای مطالعه
- "Postoperative cognitive dysfunction" (PDF). {{cite journal}}: Cite journal requires |journal= (help)
- Muñoz-Corsini L, Gómez-Arnau J, Porras MC, Galindo S, Jiménez R (May 1997). "Postoperative cognitive dysfunction". Rev Esp Anestesiol Reanim. 44 (5): 191–200. PMID 9280997.
- Crosby, Gregory; Culley, Deborah J. (2011). "Surgery and anesthesia: healing the body but harming the brain?". Anesthesia & Analgesia. 112 (5): 999–1001. doi:10.1213/ANE.0b013e3182160431. PMC 3092153. PMID 21515644.
- Rasmussen, L. S. (November 1998). "Defining postoperative cognitive dysfunction". European Journal of Anaesthesiology. 15 (6): 761–764. doi:10.1097/00003643-199811000-00026. PMID 9884870.
- Deiner, S.; Silverstein, J.H. (2009). "Postoperative delirium and cognitive dysfunction". British Journal of Anaesthesia. 103: i41–i46. doi:10.1093/bja/aep291. PMC 2791855. PMID 20007989.